# De Zwarte Panter
De Zwarte Panter is een Belgische galerie voor figuratieve hedendaagse schilderkunst, grafiek en beeldhouwkunst te Antwerpen. De galerie werd op 5 december 1968 opgericht door Adriaan Raemdonck. Vandaag de dag is galerie De Zwarte Panter de oudste actieve kunstgalerie van België. De Zwarte Panter begon vanuit de idee, als pilootgalerie de nodige tentoonstellingruimte aan jonge kunstenaars aan te bieden in hartje Antwerpen. Momenteel laat zij zich karakteriseren door de term promotiegalerie.

## Geschiedenis
Galerie De Zwarte Panter werd in 1968 in het leven geroepen door Adriaan Raemdonck en betrok destijds een pand op de hoek van de Wisselstraat en de Oude Beurs, 2000 Antwerpen. 5 december 1968 werd de galerie ingehuldigd met de openingstentoonstelling van Belgisch tekenares Lily van Oost, geschaard door de muzikale inleiding van Wannes Van de Velde. In de loop van oktober 1970 verhuisde galerie De Zwarte Panter naar haar huidige locatie in het middeleeuwse en historische Sint-Julianusgasthuis, gelegen aan de Hoogstraat 70-72. In het jaar 1979 breidde de kunstgalerie zich uit, door middel van het hieraan geannexeerde winkelpand op het nummer 74.
De nieuwe ruimte zal tot op heden de locus worden waar de brede culturele en artistieke stedelijke scène zijn plaats vindt op vlak van boekvoorstellingen, concerten, filmvoorstellingen et cetera. Beeldende kunstenaars, muzikanten, schrijvers, curatoren, journalisten, verzamelaars en kunstliefhebbers treffen elkaar ter plaatse aan, waardoor er voortdurend sprake is van kunstzinnige kruisbestuivingen. De galerie kenmerkte zich door haar keuze voor figuratieve hedendaagse schilderkunst en sculptuur. In de schoot van de galerie werd in 1983 de vzw “Vrienden van de Zwarte Panter” opgericht, ter ondersteuning van haar culturele nevenactiviteiten.

## Tentoonstellingen en activiteiten
In De Zwarte Panter vonden zowat 500 tentoonstellingen plaats en talrijke boekvoorstellingen, maar ook film- en concertavonden. Kunstenaars, behorende tot het portfolio van de galerie zijn onder andere: Tom Liekens, Nick Andrews, Fred Bervoets, Frieda Van Dun, Michel Buylen, Kiro Urdin, Marc Kennes, Roger Van Akelyen, Hugo Claus, Jan Cox, Jan Decleir, Dr. Hugo Heyrman, Kamagurka en Herr Seele, Wilfried Pas, Pjeroo Roobjee, Albert Szukalski, Marcel van Maele, Jan Vanriet, Ysbrant van Wijngaarden, Frank Maieu, Agnes Guillaume, Benjamin Demeyere, Greet Martens, Frank Wagemans en Guy Leclercq. De tentoonstellingen kenden regelmatig een interdisciplinair karakter. Naast de tentoonstellingen werden aldus muzikale concerten gehouden, door onder andere Jos Van Immerseel en Karel Goeyvaerts. Er werden underground-films geprojecteerd en dichtbundels of publicaties voorgesteld. De Arkprijs van het Vrije Woord werd ieder jaar, respectievelijk tussen 1990 en 2019, uitgereikt in de Sint-Julianuskapel van galerie De Zwarte Panter.
Omdat Raemdonck de deuren van zijn galerie in 1968 opende, vierde de galerist reeds in 2018 zijn 50-jarige jubileum als galeriehouder. Deze gebeurtenis  ging niet onopgemerkt voorbij, daar hij op 11 juli 2018 het Ereteken van de Vlaamse Gemeenschap ontving. De Vlaamse Regering huldigt hiermee personen die verdienstelijk zijn geweest, ten aanzien van de Vlaamse Gemeenschap of het Vlaamse Gewest of die, vanwege hun uitzonderlijke talenten, hebben bijgedragen tot het positieve imago en de uitstraling van Vlaanderen. Voorts komt Raemdonck aan bod in het radioprogramma Touché van Friedl' Lesage en in het tv-programma Winteruur van Wim Helsen, en er vindt een grote overzichtstentoonstelling met name "Schilders & schrijvers: vijftig jaar galerie De Zwarte Panter in druk" plaats in de Nottebohmzaal van de Erfgoedbibliotheek Hendrik Conscience. In 2019 werd de documentaire "Ik schilder met schilders" (ISMS) van regisseur Jacques Servaes gelanceerd, die aan de kijker een historische en persoonlijke terugblik biedt op het leven en de professionele carrière van Adriaan Raemdonck.

### Bibliofiele edities
De Zwarte Panter gaf bovendien grafisch werk uit. In 1970 startte Adriaan Raemdonck - samen met Herbert Binneweg, Roger Vandaele (Panter Pers) en Roger Van Akelijen (Panter Print) - een ets- en zeefdruk-atelier, dat vanaf 1975 onder leiding stond van Roger Vandaele (later "Roger Vandaele Editie"). Het resultaat was een reeks van meer dan 200 zeefdrukaffiches en bijna 120 bibliofiele edities.
Enkele uitgaven:
- De Ilias van Homerus met 14 zeefdrukken van Jan Cox en teksten van Philippe Roberts-Jones, Marnix Gijsen, Blanche Brown en Jan Cox, een gedicht van Gerrit Kouwenaar en een blad muziek van Renier Van Der Velde - uit 1975
- Visueel met 9 zeefdrukken van Paul de Vree en een tekst van Willem Roggeman - uit 1981
- Gebeten door het beest met 4 zeefdrukken van Fred Bervoets en 4 gedichten in handschrift van Marcel van Maele - uit 1983
- De man van Tollund met 7 zeefdrukken van Serge Vandercam, een gedicht van Hugo Claus en een tekst van Ernest Van Buynder - uit 1991
- Wandering Eye met een originele aquarel van Nick Andrews en een gezeefdrukte tekst van Jeroen Olyslaegers samen met een boek met 25 korte teksten van Jeroen Olyslaegers en een inleiding van Marc Ruyters - uit 2009